# Banguingui
Banguingui (Bayan ng Banguingui (Tongkil)) är en kommun i Filippinerna. Kommunen ligger på ön Suluöarna, och tillhör provinsen Sulu. Folkmängden uppgår till 15 933 invånare.
Bangulngi är indelat i 14 barangayer.